# Uriel (cheval)
Pour les articles homonymes, voir Uriel (homonymie).
Uriel (né le 19 mars 1964, mort le 11 septembre 1988) est un étalon de robe alezane, inscrit au stud-book du Selle français, qui s'est révélé être un important reproducteur. 
C'est un fils de Nankin. Il est le père de Paladin des Ifs.
Bien que mort en 1988, il reste encore quelques paillettes de sa semence congelée. Une fille d'Uriel est née en 2024.

## Histoire
Uriel naît le 19 mars 1964 à l'élevage de Jacques et Nadine Savary, « La Commanderie », à Planquery dans le département du Calvados, Normandie, en France. Cet élevage, identifié par l'affixe « de Baugy », est basé notamment sur la souche de la jument Nadine, née en 1935.

## Description
Uriel est un étalon de robe alezane, inscrit au stud-book du Selle français. Il mesure 1,68 m.

## Origines
Uriel est un fils de l'étalon demi-sang Nankin et de la jument demi-sang Jesabelle de Baugy, par le demi-sang Ascot,,.

## Descendance
Uriel devient un étalon reproducteur emblématique du Haras national de Saint-Lô, de 1968 à 1988.
Considéré comme un chef de race, faisant partie des 20 ancêtres majeurs du Selle français, Uriel est le père des étalons Rosire, Arpège Pierreville, Rivage du Poncel, Ulior des Isles, Si tu viens, Leprince de Thurin et Paladin des Ifs. Il est aussi le père de la jument championne de France Déesse II. Plus de 50 de ses fils sont devenus étalons reproducteurs à leur tour.
Ses descendants sont très recherchés. En avril 2019, il est considéré comme l'un des plus vieux étalons français encore disponibles à la reproduction, puisque sa semence restait disponible sur le marché, en dépit fait qu'il soit mort depuis longtemps et que cette pratique nuise à la diversité génétique des chevaux de saut d'obstacles.